# Rhinoptilus africanus
Smutsornis africanus là một loài chim trong họ Glareolidae.